# موركام ولونزديل (دائرة انتخابية في المملكة المتحدة)
موركام ولونزديل (بالإنجليزية: Morecambe and Lunesdale)‏ هي إحدى الدوائر الانتخابية في المملكة المتحدة الممثلة في مجلس العموم في برلمان المملكة المتحدة.
عضو البرلمان الذي يمثلها حالياً هو :Geraldine Smith (Lab).